# Hjärup
Hjärup è un'area urbana della Svezia situata nel comune di Staffanstorp, contea di Scania.
La popolazione rilevata nel censimento 2010 era di 4 265 abitanti .